# NGC 7765
NGC 7765 (другие обозначения — PGC 72596, MCG 4-56-15, ZWG 477.15) — галактика в созвездии Пегас.
Этот объект входит в число перечисленных в оригинальной редакции «Нового общего каталога».